# 山崎知二
山崎 知二（やまざき ともじ、1903年〈明治36年〉1月8日 - 1994年〈平成6年〉2月26日）は、日本の文学者（フランス文学）。愛知大学名誉教授。
京城帝国大学法文学部助教授、愛知大学文学部教授、愛知大学文学部学部長、愛知大学教養部部長などを歴任した。

## 概要
静岡県出身のフランス文学を専攻する文学研究者である。シャルル・ボードレールやアンドレ・ジッドの作品の研究で知られている。当初は京城帝国大学で教鞭を執り、太平洋戦争後は長年に亘り愛知大学で教鞭を執った。

## 来歴

### 生い立ち
1903年（明治36年）1月8日に山崎豐太郞の二男として生まれ、静岡県小笠郡で育った。愛知県名古屋市に所在する旧制高等学校にて学んだ。東京府東京市に所在する東京帝国大学に進学し、文学部の仏文学専攻で学んだ。1927年（昭和2年）に東京帝国大学を卒業し、文学士の称号を取得した。

### 文学研究者として
京畿道京城府に所在する京城帝国大学に赴任し、1927年（昭和2年）に法文学部の講師として着任した。1929年（昭和4年）には法文学部で助教授に昇任した。1935年（昭和10年）から1937年（昭和12年）にかけて欧米に留学し、グレートブリテン及び北アイルランド連合王国、フランス共和国、ドイツ国、アメリカ合衆国で学んだ。帰国後は引き続き京城帝国大学で教鞭を執り、太平洋戦争後の1946年（昭和21年）まで朝鮮半島に留まり教育や研究に従事した。
その後、愛知県豊橋市に所在する愛知大学に採用され、1949年（昭和24年）に文学部の教授として着任した。当時の愛知大学は新制大学として発足したばかりであり、旧外地の高等教育機関の教員を積極的に受け入れていた。かつて京城帝国大学法文学部学部長を務めた大内武次が愛知大学発足に積極的に協力していたことから、山崎も大内や松坂佐一、鈴木栄太郎、横山将三郎、四方博、森谷克己ら京城帝国大学の元教員とともに愛知大学発足に参画した。その結果、愛知大学発足時の教員のうち、京城帝国大学関係者が19パーセントを占めるに至った。山崎の赴任に伴い、愛知大学では文学部にフランス文学科を設置した。学内では要職を歴任しており、1954年（昭和29年）から1958年（昭和33年）にかけて文学部の学部長を兼務していた。1961年（昭和36年）から1967年（昭和42年）にかけては教養部の部長も兼務していた。1982年（昭和57年）3月31日に愛知大学を退職した。
退職後、古巣である愛知大学より1982年（昭和57年）4月1日に名誉教授の称号を授与された。1994年（平成6年）2月26日午後9時、急性心不全により静岡県掛川市の自宅で死去した。同年3月2日、自宅で葬儀が執り行われた。

## 研究
専門は文学であり、特にフランス文学に関する分野の研究に従事していた。シャルル・ボードレールの詩をはじめ、アンドレ・ジッドの小説や、モーリス・ド・ゲランの詩の研究で知られている。また、フランス文学の事典など専門書や学術書も執筆していた。
学術団体としては日本フランス語フランス文学会に所属していた。日本フランス語フランス文学会の前身である日本フランス文学会や日本フランス語学会の設立に際しては評議員を務めており、日本フランス語学会の全国大会を愛知大学で開催することに尽力している。日本フランス語フランス文学会の全国大会は1982年（昭和57年）に愛知大学で開催されたが、これは山崎の退職を記念して誘致されたという。

## 家族・親族

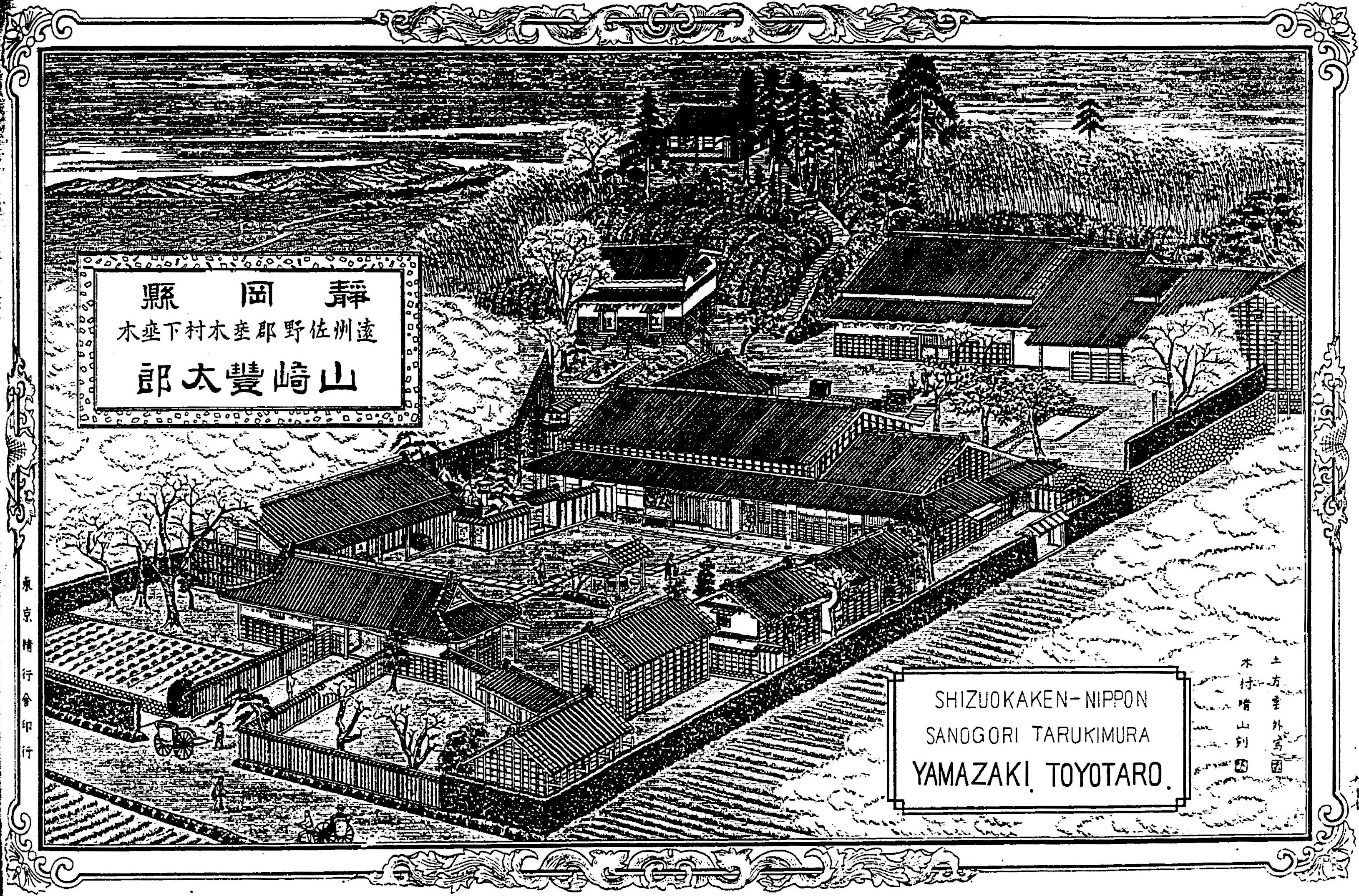
『日本博覧圖――靜岡縣』初篇に掲載された山崎豐太郞の邸宅の全景

山崎家は素封家として知られている。父の山崎豐太郞は村長など要職を歴任し、村民の信望を集めていた。豐太郞の広大な邸宅は、当時の名所図会『日本博覧圖――靜岡縣』初篇により名所の一つとして紹介されるほどであった。豐太郞の没後、若くして知二は静岡県小笠郡桜木村の多額納税者として名を連ねた。当時の山崎家について、內外新聞通信社の『山梨靜岡縣總覽』は「郡內に響きわたつた名望家」と描写している。知二が欧米に留学していた際には、代わって知二の母が山崎家を差配していた。

## 略歴
- 1903年 - 誕生[3]。
- 1927年 - 東京帝国大学文学部卒業[3][4]。
- 1927年 - 京城帝国大学法文学部講師[3]。
- 1929年 - 京城帝国大学法文学部助教授[3]。
- 1949年 - 愛知大学文学部教授[3]。
- 1954年 - 愛知大学文学部学部長[3]。
- 1961年 - 愛知大学教養部部長[3]。
- 1982年 - 愛知大学退職[3][9]。
- 1982年 - 愛知大学名誉教授[9]。
- 1994年 - 静岡県掛川市にて死去[4]。

## 著作

### 単著
- 山崎知二著『新制フランス語初歩』第三書房、1956年。全国書誌番号:21141974

### 編纂
- 山崎知二・有永弘人共編『名詞・代名詞』白水社、1956年。NCID BN06824003
- 山崎知二・堀井令以知・加藤俊夫編『Cours élémentaire de grammaire Franc̦aise』大学書林、1962年。NCID BA75841076

### 寄稿、分担執筆、等
- Théophile Gautier著『La mille et deuxiéme nuit』朝日出版社、1967年。

### 註釈
1. ↑  內外新聞通信社の『山梨靜岡縣總覽』は「名古屋第三高等學校を經て」[1]と記述している。しかし、第三高等学校は京都府京都市に所在する旧制高等学校である。また、愛知県名古屋市に所在する旧制高等学校は第八高等学校である。なお、愛知県名古屋市に「第三高校」と称する学校は当時存在しない[5]。
2. ↑  東京府と東京市は統合され、1943年に東京都が設置された。
3. ↑  東京帝国大学は改組され、1947年に東京大学が設置された。
4. ↑  文学士の称号は、1991年7月1日以降の学士（文学）の学位に相当する。
5. ↑  京畿道京城府は改組され、1946年にソウル市が設置された。
6. ↑  京城帝国大学は改組され、1945年に京城大学が設置された。
7. ↑  静岡県小笠郡桜木村は、和田岡村と合併し、1954年に北小笠村が設置された。

## 関連人物
- 有永弘人
- テオフィル・ゴーティエ
- アンドレ・ジッド
- シャルル・ボードレール
- 堀井令以知